# Curtis (plaats)
Een curtis  was vroeger een aanduiding voor een plaats die geen stad genoemd kon worden. De betekenissen zijn nogal wisselend in oude beschrijvingen en gaan van een vlek of dorp, een aantal huizen of hoeven tot slechts één enkele (aanzienlijke) hoeve.
Volgens de Middeleeuwse geschiedschrijver Herman van Doornik kunnen vier huizen of hoeven ten onrechte een curtis genoemd worden. Andere bronnen gebruiken curtis voor een gehucht dat bij een aanzienlijke landhoeve of heerlijkheid behoorde. De Nederlandse predikant Menso Alting verklaart het woord curtis door Ville questoria, of in het Nederduits Renthof of Renterij.